# Folk Nation
Os Folk Nation (comumente referido como Folk ou Folks) é uma aliança de gangues de rua originária de Chicago, estabelecida em 1978. Desde então, a aliança se espalhou pelos Estados Unidos, especialmente na região do Meio-Oeste dos Estados Unidos. Eles são rivais da People Nation.

## Formação
A Folk Nation foi formada em 11 de novembro de 1978, dentro da prisão Illinois Department of Corrections de Illinois. Larry Hoover, o presidente da Gangster Disciple Nation, criou a ideia para a aliança e convenceu muitos líderes de grandes gangues negras, brancas e latinas de Chicago a aderirem. Logo após sua formação, a People Nation foi formada para se opor à aliança Folks.

## Símbolos
Os símbolos da Folk Nation incluem a Estrela de Davi, chifres, o dígito 6, uma cauda pontiaguda , o numeral romano VI e um dado com seis pontos visíveis.
Os Folk Nation também desrespeitam as gangues da People Nation e as gangues rivais da Folk Nation, invertendo os vários símbolos de gangue de seus rivais.

## Gangues ativas

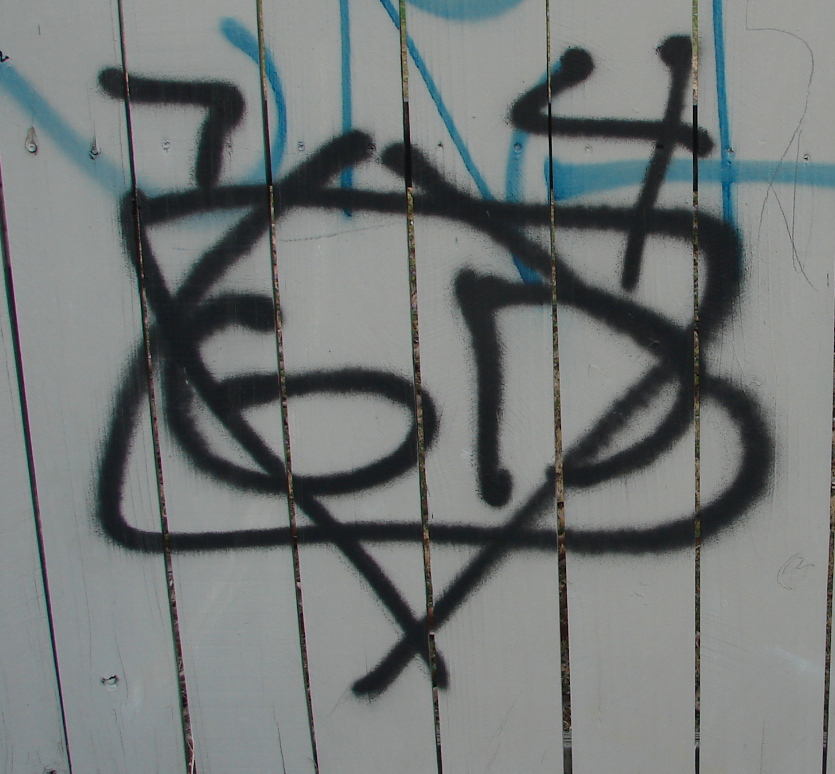
Grafite dos Folk Nation Gangster Disciples.

Um relatório de 1995 da Unidade de Inteligência de Ameaças à Segurança do Departamento de Correções da Flórida listou os principais conjuntos da Folk Nation:
- Gangster Disciples
- Imperial Gangsters
- Spanish Cobras
- Latin Eagles
- Maniac Latin Disciples
- Simon City Royals
- Spanish Gangster Disciples
- La Raza
- Black Disciples
- Insane Popes